# Máté Fenyvesi
Máté Fenyvesi (en húngaro: Fenyvesi Máté) (Jánoshalma, 20 de septiembre de 1933-Budapest, 17 de febrero de 2022) fue un futbolista, político y veterinario húngaro. Se desempeñaba como delantero.

## Biografía
Su hermano József también fue futbolista. Tras los cambios democráticos en Hungría entre 1989 y 1990, participó activamente en la política y fue miembro del parlamento desde 1990 hasta 2002, representando al Partido de los Pequeños Productores.

## Selección nacional
Fue internacional con la selección de fútbol de Hungría en 76 ocasiones y convirtió 8 goles.

### Participaciones en Copas del Mundo
| Mundial                        | Sede       | Resultado        | Partidos | Goles |
| ------------------------------ | ---------- | ---------------- | -------- | ----- |
| Copa Mundial de Fútbol de 1958 | Suecia     | Fase de grupos   | 3        | 0     |
| Copa Mundial de Fútbol de 1962 | Chile      | Cuartos de final | 3        | 0     |
| Copa Mundial de Fútbol de 1966 | Inglaterra | Cuartos de final | 0        | 0     |

### Participaciones en Eurocopas
| Copa          | Sede   | Resultado    | Partidos | Goles |
| ------------- | ------ | ------------ | -------- | ----- |
| Eurocopa 1964 | España | Tercer lugar | 2        | 0     |

## Clubes
| Club        | País    | Año       |
| ----------- | ------- | --------- |
| Kecskeméti  | Hungría | 1951-1953 |
| Ferencváros | Hungría | 1953-1969 |

## Palmarés

### Campeonatos nacionales
| Título              | Club        | País    | Año  |
| ------------------- | ----------- | ------- | ---- |
| Copa de Hungría     | Ferencváros | Hungría | 1958 |
| Nemzeti Bajnokság I | Ferencváros | Hungría | 1963 |
| Nemzeti Bajnokság I | Ferencváros | Hungría | 1964 |
| Nemzeti Bajnokság I | Ferencváros | Hungría | 1967 |
| Nemzeti Bajnokság I | Ferencváros | Hungría | 1968 |

### Copas internacionales
| Título         | Club        | Sede           | Año  |
| -------------- | ----------- | -------------- | ---- |
| Copa de Ferias | Ferencváros | Turín (Italia) | 1965 |

### Distinciones individuales
| Distinción                               | Año  |
| ---------------------------------------- | ---- |
| Futbolista del año en Hungría (ex aequo) | 1963 |

## Condecoraciones
| Distinción                                                                 | Año  |
| -------------------------------------------------------------------------- | ---- |
| Cruz de Oficial de la Orden del Mérito Civil de la República de Hungría    | 1994 |
| Cruz de Comandante de la Orden del Mérito Civil de la República de Hungría | 2013 |